# Unionidae
Unionidae es una familia de moluscos bivalvos y acéfalos de agua dulce.
El trabajo de Fritz Haas, publicado en 1969, estableció la existencia de 837 especies; algunas son ocasional o permanentemente hermafroditas.
La rata almizclera (Ondatra zibethicus) es un importante predador de Unionidae.

## Distribución geográfica
Las distintas especies que forman parte de la familia Unionidae se desarrollan en climas templados y cálidos. Se encuentran en América del Norte, Asia, África, Europa e Indonesia.

## Géneros
La familia Unionidae está compuesta por los siguientes géneros:
- Actinonaias
- Alasmidonta
- Amblema
- Anodonta
- Anodontoides
- Arcidens
- Arkansia
- Coelatura
- Cyclonaias
- Cyprogenia
- Cyrtonaias
- Disconaias
- Dromus Simpson
- Ellipsaria
- Elliptio
- Elliptoideus
- Epioblasma
- Fusconaia
- Glebula
- Gonidea
- Hamiota
- Hemistena
- Lampsilis
- Lasmigona
- Lemiox
- Leptodea
- Ligumia
- Medionidus
- Megalonaias
- Obliquaria
- Obovaria
- Pegias
- Plectomerus
- Plethobasus
- Pleurobema
- Pleuronaia
- Popenaias
- Potamilus
- Ptychobranchus
- Pyganodon
- Quadrula
- Simpsonaias
- Strophitus
- Toxolasma
- Tritogonia
- Truncilla
- Unio
- Uniomerus
- Utterbackia
- Venustaconcha
- Villosa